# Philipp Strauch (Germanist)
Philipp Strauch (* 23. April 1852 in Hamburg; † 20. September 1934 in Halle (Saale)) war ein deutscher Germanist.
Der Sohn eines evangelischen Kaufmanns studierte zunächst Rechtswissenschaft, später Germanistik an den Universitäten Heidelberg, Berlin und Straßburg. In Straßburg promovierte er 1876 zum Dr. phil. Nach Studien in München, Wien und Berlin habilitierte sich Strauch 1878 in Tübingen für Germanistik. 1883 wurde er außerordentlicher Professor, 1887 erhielt er ein planmäßiges Extraordinariat. 1893 ging Strauch an die Universität Halle-Wittenberg, wo er 1895 Ordinarius wurde. 1912–13 war er Rektor der Universität. 1921 emeritiert, war er jedoch noch viele Jahre Ephorus der Wittenberger Benefizien.
Strauch arbeitete vor allem auf dem Gebiet der mittelalterlichen Literatur und insbesondere der deutschen Mystik.

## Veröffentlichungen (Auswahl)
- als Hrsg.: Meister Eckharts Buch der göttlichen Tröstung und von edlen Menschen (Liber benedictus) (= Kleine Texte für Vorlesungen und Übungen. Band 55). A. Marcus und E. Weber, Bonn.